# Startelva

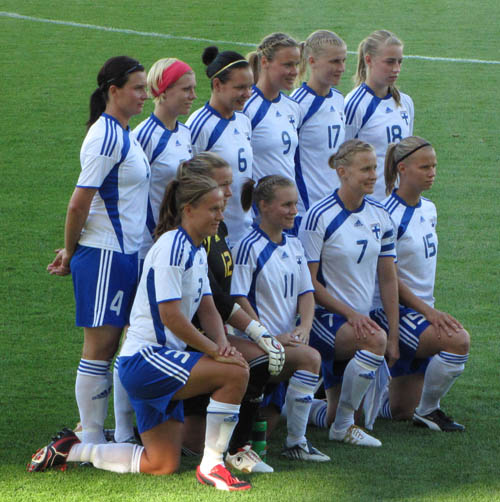
Finska damlandslagets startelva i en match mot Nordirland.

Startelva är den uppställning som börjar att representera ett lag i en match i fotboll eller bandy. Det kan vara i en klubblagsmatch eller en match med ett landslag. 
Startelvan består, som namnet antyder, av elva spelare. En målvakt och tio utespelare. Efter att matchen startar är det fritt fram att göra byten bland de elva spelarna som startade. I fotboll är det vanligaste att max tre byten tillåts, men det kan vara mer, exempelvis i en vänskapsmatch eller uppvisningsmatch. Man har då på förhand kommit överens om hur många byten som får göras. I bandy gäller fria byten under hela matchen.
När man räknar statistik på hur många matcher en spelare har spelat så räknar man de matcher där en spelare varit en del av startelvan (även om spelaren blivit utbytt efter 1 minut) eller en match där en spelare har blivit inbytt på planen. Det gör alltså inte någon statistisk skillnad om man är med i startelvan eller inte (förutom om man räknar antal minuter då man ju har större möjligheter att få mer speltid om man startar matchen). Dock talar man ofta om att spelare är "en del av lag x startelva" när man menar att en spelare regelbundet startar matcher för det laget. Det är mer prestige att vara en spelare som är en del av startelvan (i en viss match men också i ett längre perspektiv) än att vara en regelbunden avbytare. Det kan också vara en bonus i kontraktet som gör att man får mer betalt om man är en del av startelvan. Även kontrakt där en tidigare klubb får mer betalt för en spelare som är med i det nya lagets startelva förekommer.
Även om det ligger stor prestige i att var en del av startelvan så ser man ofta i media att man framhåller en spelare som inte varit det utan blivit inbytt och gjort något bra.

Kamerun mot Zambia i fotboll

En startelva består av personerna i den men brukar ofta visas i form av ett spelsystem där man även visar spelarnas positioner. Det kan exempelvis se ut som bilden till höger där man ser Kameruns och Zambias startelvor i en landskamp. Här ser man tydligt att Kamerun (överst i bild) spelar med ett 4-3-3 spelsystem medan Zambia (längst ner i bilden) spelar med ett spelsystem mer likt 4-4-2. Denna information är alltså inte en del av startelvan, men startelvan brukar ofta visas i denna form fast den lika väl skulle kunna visas i en lista. Om man väljer att visa startelvan i en lista brukar man i alla fall skriva ut personernas positioner, såsom målvakt, mittfältare o.s.v.
Startelvan tas ut av lagets tränare. Det har även förekommit att politiker försökt påverka laguttagningen och startelvan, något som FIFA ser allvarligt på eftersom politiken inte ska blanda sig i det idrottsliga.